# Glückel z Hamelnu
Glückel z Hamelnu (v jidiš: גליקל בת ר' יהודה לייב האַמיל; psáno též Glückel, Glüeckel nebo Glikl z Hameln; známá též jako Glikl bas Judah Leib;  1646/1647, Hamburk – 19. září 1724, Mety) byla židovská obchodnice a spisovatelka žijící na území dnešního Německa. Její paměti, psané v rodném jazyce západní jidiš po dobu třiceti let, měly být původně moralistickou závětí pro její děti a budoucí potomky. Její deníky jsou jedinými známými předmoderními paměťmi psanými v jidiš, které napsala žena a poskytují intimní portrét života německých Židů mezi koncem 17. a začátkem 18. století a staly se důležitým pramenem pro vědce a vědkyně zkoumající historii, filologii, sociologii, literaturu a lingvistiku.

## Jméno
Jméno Glückel bylo ve středověku oblíbené a je zdrobnělinou jména „Glück“, což je německý překlad hebrejského jména „Mazal“, znamenajícího „štěstí“. Mazal bylo používáno výhradně sefardskými Židy, zatímco aškenázští Židé používali buď německé varianty „Glück“ a „Glueck“, nebo jidiš verzi „Glick“. Koncovka „el“ je zdrobnělina, která označuje něco maličkého. Pseudoaristokratickou variantu „Glückel von Hameln“ (česky Glückel z Hamelnu) použil editor prvního vydání pamětí v jidiš.
Přestože byla označována mnoha různými variantami, její preferované jméno by s největší pravděpodobností znělo „Glikl bas Judah Leib“, což znamená „Glikl dcera Judy Leiba“, v souladu s dobovou židovskou tradicí pojmenování.

## Životopis

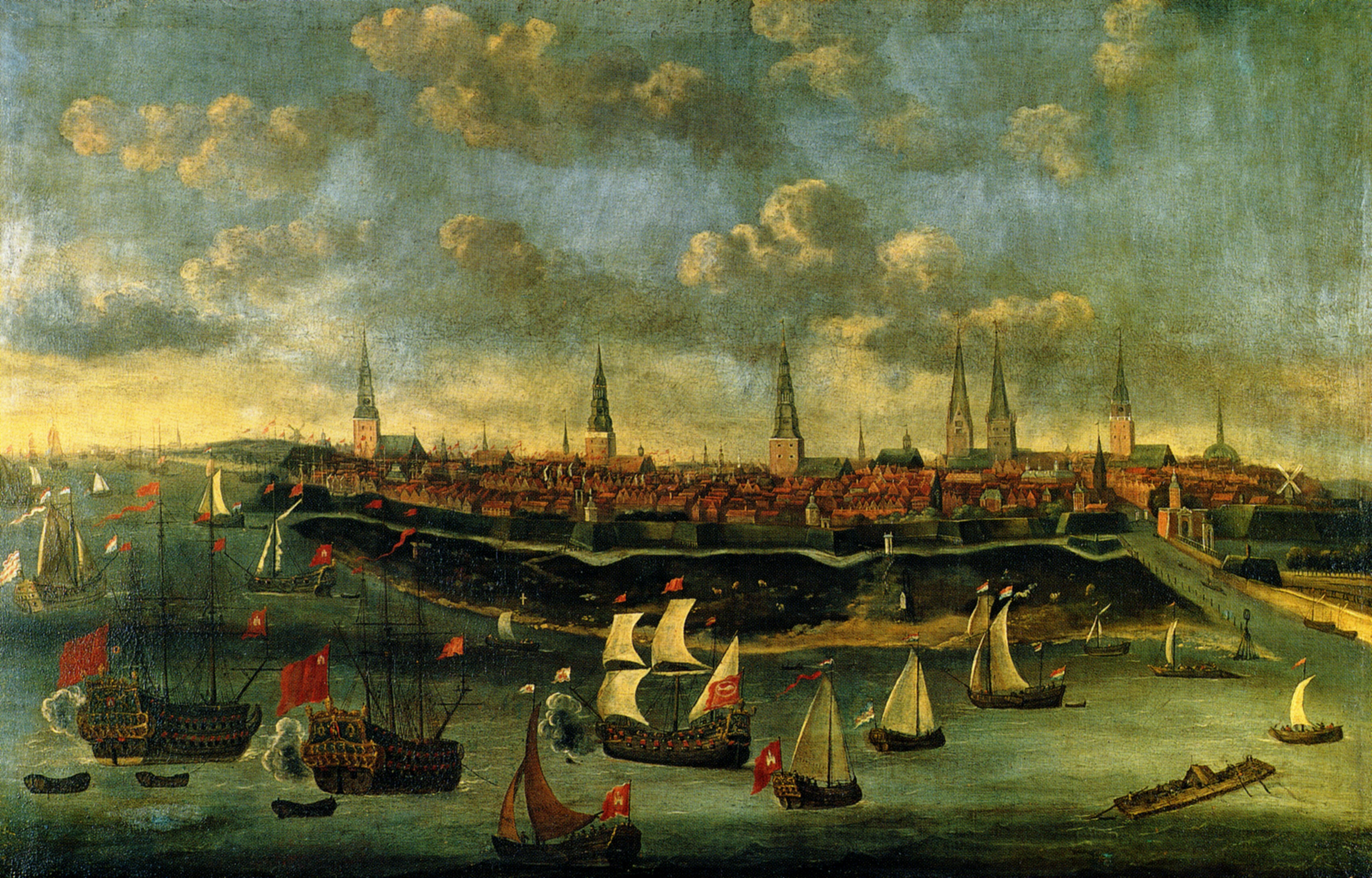
Hamburk v roce 1680

Glückel se narodila v zámožné rodině v Hamburku v roce 1646 nebo 1647 jako jedno ze šesti dětí Judy Josefa Leiba a jeho druhé manželky Beily. Měla jednoho bratra Wolfa a pět sester. V roce 1647 se narodila v Hamburku: Rebeka, Elkel, Hendele a Mate. Její otec byl úspěšný obchodník s diamanty a parnas, vůdčí osobnost židovské komunity; matka se rovněž věnovala obchodu. V roce 1649, když byly Glückelové necelé tři roky, byla její rodina spolu se zbytkem hamburské aškenázské židovské komunity vypovězena do Altony. Její otec byl v Hamburku natolik vážený, že mu byl jako prvnímu německému Židovi povolen návrat. Její otec dbal na to, aby všechny jeho děti byly zbožné i vzdělané, včetně jeho dcer. Přestože Glückel nemohla studovat Tóru, dostalo se jí formálního vzdělání v chederu, tradiční židovské základní škole, kde se naučila hebrejsky a základy judaismu.
Když bylo Glückelové dvanáct let, byla zasnoubena s Haimem z Hamelnu, kterého si vzala v roce 1660 v jeho čtrnácti letech. Po svatbě žili manželé v domě ženichových rodičů v Hamelnu. Rok po svatbě se manželé přestěhovali k jejím rodičům do Hamburku, kde Haim začal obchodovat se zlatem a stal se zámožným obchodníkem. Rok poté se poprvé stali rodiči. Glückel pomáhala svému manželovi při obchodování (sám Haim ji považoval za svou nejlepší partnerku v obchodu) a nakonec převzala rodinný podnik, když v roce 1689 zemřel. Byla jednou z mála žen, které samy cestovaly za účelem obchodování na evropských trzích. Kromě obchodování vedla Glückel také mimořádně aktivní společenský život, který často vyžadoval rozsáhlé cestování (často za účelem svatební politiky svých potomků). Její paměti vyprávějí o cestách do nejrůznějších měst, jako jsou Amsterdam, Bamberk, Gdaňsk, Hannover, Hildesheim, Kodaň, Frankfurt, Lipsko, Berlín, Vídeň, Mety a Paříž.
V roce 1700, jedenáct let po Haimově smrti, se Glückel znovu vdala. Ačkoli odmítla řadu nabídek k sňatku od významných členů židovské obce, nakonec svolila, protože věřila, že nový sňatek v konečném důsledku prospěje jejím dětem, neboť ochrání jejich budoucnost. Jejím druhým manželem byl Hirš Levy, úspěšný bankéř a parnas z Met. Dva roky po svatbě Levy finančně zkrachoval. Glückel se podařilo za velkých ztrát zachránit alespoň část majetku, aby mohla zabezpečit své děti. Levy v roce 1712 zemřel a Glückel podruhé ovdověla. Neustále se obávala, že bude svým dětem na obtíž, proto žila sama, dokud v roce 1715 neonemocněla natolik, že se o sebe nedokázala postarat. Ve věku sedmdesáti let se po dlouhých prosbách svých dětí přestěhovala ke své dceři Ester a zeti Mojžíšovi. Zemřela 19. září 1724 v Metách ve věku 78 let.

## Potomstvo
Glückel a Haim měli celkem čtrnáct dětí, z nichž třináct se dožilo dospělosti:
- Zippora (* 1661) - provdána za Kossmana Gompertze do Amsterdamu
- Nathan (* 1663) - oženil se s Miriam, dcerou hamburského obchodníka a Eliáše Ballina
- Mata (*/† 1666) - zemřela brzy po narození
- Mordechaj (* 1670) - oženil se s dcerou hamburského parnase Mojžíše ben Nathana, na přelomu století se odstěhoval do Londýna, kde se stal obchodníkem. Jeho syn později přestoupil do anglikánské církve.
- Hanna (* 1672) - provdána za svého bratrance Abrahama Hamela do Hannoveru
- Leib (* 1673) - oženil se s dcerou Hirschela Riese z Berlína
- Ester (* 1677) - provdaná za Mojžíše Schwaba (Krumbacha) do Mét
- Joseph (* 1677) - oženil se s dcerou Meyera Stadthagena z Kodaně
- Hendele (* 1678) - zemřela sedmnáct týdnů po své svatbě
- Zanvil - zemřel v Bamberku, když jeho žena čekala první dítě (okolo roku 1702)[13]
- Samuel (* 1680)
- Freudchen (* 1684) - provdala se za Mordechaje, syna Mojžíše ben Leiba z Hamburku
- Mojžíš (* 1685), - oženil se s dcerou Samsona Baiersdorfa z Hamburku
- Miriam (* 1686) - provdala se za Mojžíše, syna Koňského handlíře Iziáše Willst

## Dílo

### Původ a definice
V roce 1691, dva roky po smrti svého milovaného manžela, začala Glückel psát své paměti, aby odehnala své myšlenky v obrovském zármutku. V té době byla 46letou vdovou s dvanácti dětmi, z nichž osm zůstalo prozatím neprovdaných. Své paměti přestala psát nejprve v roce 1699, krátce před svým druhým sňatkem s Heršem Levym, ale v roce 1715, kdy žila se svou dcerou po smrti svého druhého manžela, v psaní pokračovala. Sedmou a poslední knihu Glückelová dokončila v roce 1719, pět let před svou smrtí.
Těchto sedm knih (každá za jedno desetiletí jejího života) umožňují nahlédnout do každodenního života židovských obyvatel severního Německa v 17. století. Deníky jsou jediným předmoderním deníkem psaným ženou v jidiš. Glückel vypráví o tom, jak řídila finanční a osobní osudy svých dětí prostřednictvím sňatkových dohod, věnovala se obchodním cestám a obchodu a obecně celý život podporovala blahobyt své početné rodiny. Glückel psala o své rodině i o rodině svého prvního manžela velmi podrobně, protože chtěla, aby její děti věděly o svém rodu. Výslovně zdůrazňovala, že díla mají být zachována pro budoucí generace, protože se obávala, že děti jejích dětí nebo vnoučata nebudou jednou o historii svého rodu nic vědět. Jedná se tzv. moralistickou závěť, žánr egodomkumentu, který shromažďoval osobní moudrosti, ponaučení a memoáry a který dotyčný předával svým potomkům spolu s instrukcemi k pohřbu a pozůstalosti. Některé z těchto textů byly již za života Glückel vydány a ona z nich cituje, například ze závěti pražského rabína Avrahama Haleviho Horowitze z roku 1615.
Glückel se narodila dva roky před koncem třicetileté války. Prožila a následně popsala mnoho dalších významných historických událostí, mimo jiné válku Karla X. Gustava s Dánskem, Chmelnického povstání v roce 1648, vyhnání židovského obyvatelstva z Hamburku do Altony, skandál „mesiáše“ Šabtaje Cviho, francouzsko-nizozemskou válku a válku o španělské dědictví. Její příběhy prozrazují mnohé o často děsivé a nejisté situaci, v níž žili Židé v severním Německu na konci šestnáctého a na počátku sedmnáctého století.

### Vydání a překlady
Původní rukopis se ztratil, ale dochovala se kopie, kterou pořídil její Mojžíš. Z rodinné kopie vzniklo první tištěné vydání s názvem Zikhroynes (Paměti), které vydal David Kaufmann a které vyšlo v roce 1896. Berta Pappenheimová, jedna z Glückeliných pravnuček, vydala první německý překlad Pamětí v roce 1910. V roce 1913 vyšel alternativní zkrácený německý překlad od Alfreda Feilchenfelda, který se pro svou obrovskou popularitu dočkal v roce 1923 již čtvrtého vydání. Feilchenfeldovo vydání se nakonec stalo základem prvního anglického překladu Marvina Lowenthala, který vyšel v roce 1932 a byl znovu vydán v letech 1960 a 1977. V roce 1962 nabídl Beth-Zion Abrahams přesnější anglický překlad původního Kaufmannova vydání. Zkrácený hebrejský překlad založený na Feilchenfeldově vydání vydal A. Z. Rabinowitz v Tel Avivu v roce 1930. Úplný překlad Pamětí do moderního jidiš byl dokončen Josephem Berenfeldem v roce 1967.
Do češtiny v současnosti (2024) nebyla kniha přeložena.

## Odkaz

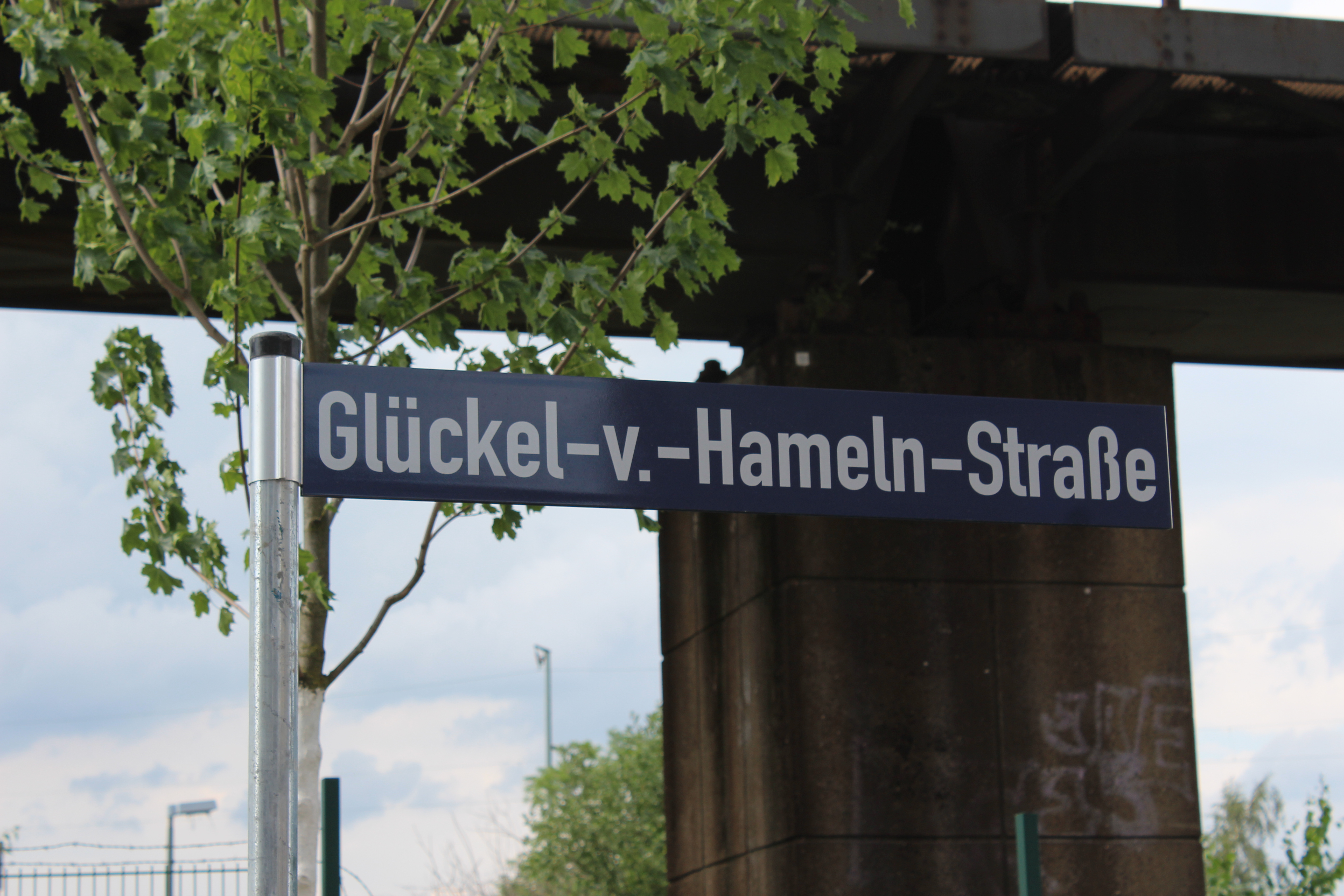
V roce 2016 byla po Glückel z Hamelnu pojmenována ulice v hamburské Altoně.

Ve stálé expozici Židovského muzea v Berlíně byl život a dílo Glückel z Hamelnu vystaven v letech 2001 až 2017 v rámci expozice Dvě tisíciletí německo-židovských dějin, která byla rozdělena do čtrnácti období od středověku po současnost, přičemž Glückel představovala období baroka. Expozice byla od roku 2017 uzavřena kvůli kompletní přestavbě a její znovuotevření se očekávalo v roce 2020.
Její paměti byly několikrát adaptovány. Beletrizovaná kniha Margoa Winstona Glückel von Hameln: dramatizace její autobiografie vyšla tiskem v roce 1941. Adrienne Cooperová a Frank London z divadelního souboru Great Small Works v roce 2000 převedli Paměti v do divadel. Inscenace kombinovala loutkové divadlo s evropskou vypravěčskou tradicí a hrála se v jidiš i v angličtině.
V roce 2016 byla po Glückel pojmenována jedna z hamburských ulic. Glückel-von-Hameln-Straße se nachází v obvodu Altona, kam byla její rodina spolu s ostatními hamburskými Židy v roce 1648 vyhnána.